# Mars Matrix
Mars Matrix är ett shoot 'em up-spel utvecklat av Takumi som släpptes till arkadmaskin år 2000. Spelet släpptes till Dreamcast år 2000 i Japan och 2001 i Nordamerika.

## Spelsystemet
Spelet använder utöver styrningen endast en knapp för att skjuta med där olika skott skjuts iväg beroende på hur man trycker på knappen.

## Dreamcast-versionen
I versionen som släpptes till Dreamcast finns två nya spellägen.